# Nev Schulman

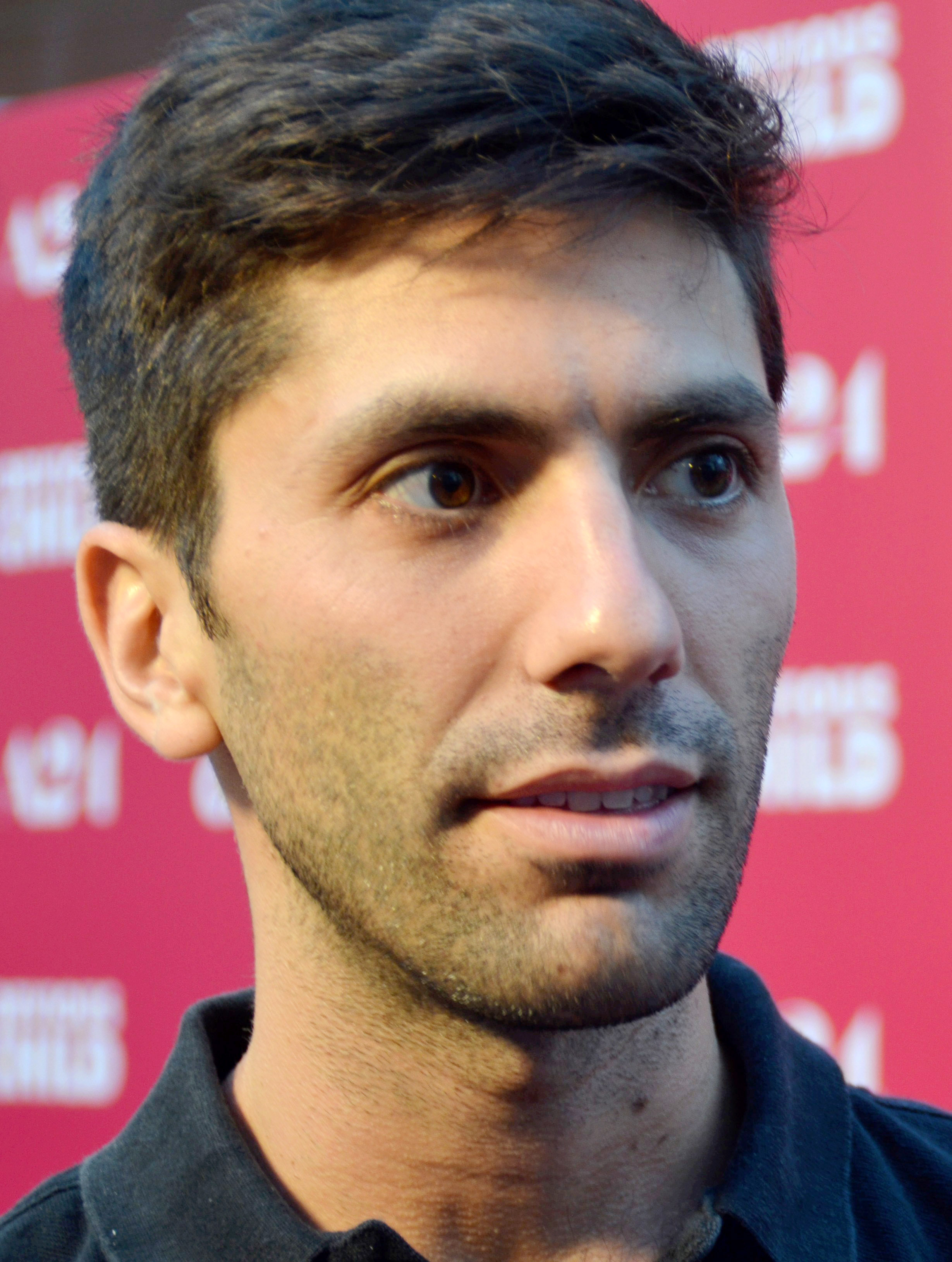
Schulman in 2014

Yaniv (Nēv) Schulman (New York, 26 september 1984) is een Amerikaans producent, acteur en fotograaf. Hij is vooral bekend van de documentaire Catfish (2010) en de daaropvolgende tv-serie Catfish: The TV Show, die in 2012 voor het eerst werd uitgezonden door MTV.

## Carrière
Schulman begon met fotograferen nadat hij vijf jaar lang dans had gestudeerd. Toen hij negentien was zette hij met zijn oudere broer, acteur en filmmaker Ariel, een productieonderneming op voor film en fotografie. In 2004 begon Schulman met het fotograferen van dansvoorstellingen via zijn contacten met moderne-dansgroepen in New York. Schulman is een van de oprichtende leden van het Young Leadership Committee voor de jeugdorganisatie Leave Out Violence.
In 2010 werd Schulman de hoofdpersoon van de documentaire Catfish, die gefilmd werd door Ariel en zakenpartner Henry Joost. In de documentaire wordt Schulman verliefd op Megan, een meisje dat hij online heeft ontmoet. Het verhaal volgt Schulman vanaf het eerste contact met een meisje dat hij via het internet leert kennen, maar hij ontdekt later dat ze niet helemaal is wie of wat ze beweert te zijn.
In 2012 begon Schulman met het produceren en presenteren van de vervolgserie Catfish: The TV Show, die verschijnt op MTV, eerst met zijn filmpartner Max Joseph en sinds 2019 met Kamie Crawford. In deze serie brengt hij mensen bij elkaar die online verliefd zijn geworden, maar elkaar nog niet in het echt hebben ontmoet.
- Library of Congress Control Number: no2011056236
- Nationale Bibliotheek van Israël: 987007461362005171
- PIC: 390066
- Virtual International Authority File: 170525772
- WorldCat: E39PBJqQxR3wGpbDG3dBC9pMfq